# 大澤信博
大澤 信博（おおさわ のぶひろ）は、日本のアニメーションプロデューサー、実業家。株式会社EGG FIRM代表取締役、株式会社ストレートエッジ社外取締役。

## 経歴
早稲田大学第一文学部演劇専修（現：文学部演劇映像コース）を卒業後、東北新社に入社。新卒で入って最初の仕事が『機動警察パトレイバー』初期OVAで、出資者側のアシスタント・プロデューサーを務めた。当時、上司だった真木太郎が『パトレイバー』を手掛けていたのでたまたまアニメ担当になったが、洋画の買い付けやテレビやCM制作も分け隔てなくやっていた。
1988年、真木太郎に誘われて株式会社ジェンコに入社。『スーパードール★リカちゃん』でプロデューサーデビューを果たす。
2015年に独立し、株式会社EGG FIRMを設立する。前年の2014年10月に真木に独立を申し出てから6か月間の準備の後、翌2015年3月10日に在職したまま起業。3月末にジェンコを退社した。
2016年7月20日、EGG FIRMが提携する株式会社ストレートエッジ代表の三木一馬を社外取締役に迎えたのにともない、大澤もストレートエッジの社外取締役に就任した。
2019年11月にEGG FIRMとWHITE FOXが共同出資してアニメ制作会社スタジオバインドを設立。

## 作品

### テレビアニメ
1998年
- スーパードール★リカちゃん（1998年 - 1999年、プロデューサー）
- 聖ルミナス女学院（プロデューサー）

1999年
- 宇宙海賊ミトの大冒険（プロデューサー）

2001年
- ドッとKONIちゃん（プロデューサー）
- フィギュア17 つばさ&ヒカル（プロデューサー）

2002年
- あずまんが大王 THE ANIMATION（プロデューサー）
- 七人のナナ（プロデューサー）
- おねがい☆ティーチャー（共同プロデューサー）

2003年
- キノの旅（プロデューサー）
- 一騎当千（プロデューサー）
- 瓶詰妖精（プロデューサー）
- おねがい☆ツインズ（共同プロデューサー）
- ななか6/17（プロデューサー）

2004年
- 光と水のダフネ（プロデューサー）
- DearS（プロデューサー）

2005年
- ハチミツとクローバー（プロデューサー）
- ぺとぺとさん（プロデューサー）

2006年
- ハチミツとクローバーⅡ（プロデューサー）
- スーパーロボット大戦OG -ディバイン・ウォーズ-（プロデューサー）
- ゼロの使い魔（企画）
- Project BLUE 地球SOS（チーフプロデューサー）
- 錬金3級 まじかる?ぽか〜ん（プロデューサー）

2007年
- ゼロの使い魔 ～双月の騎士～（企画）
- ひとひら（企画）
- のだめカンタービレ（プロデューサー）

2008年
- とらドラ!（企画）
- シゴフミ（原作（「湯澤友楼」名義）・プロデューサー）
- のだめカンタービレ 巴里編（プロデューサー）
- ゼロの使い魔 〜三美姫の輪舞〜（企画）
- モノクローム・ファクター（プロデューサー）

2009年
- クイーンズブレイド 玉座を継ぐ者（企画）
- Phantom 〜Requiem for the Phantom〜（プロデューサー）
- クイーンズブレイド 流浪の戦士（企画）
- まりあ†ほりっく（プロデューサー）

2010年
- 海月姫（製作）
- オオカミさんと七人の仲間たち（プロデューサー）
- ダンス イン ザ ヴァンパイアバンド（プロデューサー）
- のだめカンタービレ フィナーレ（プロデューサー）

2011年
- まりあ†ほりっく あらいぶ（チーフプロデューサー）

2012年
- さくら荘のペットな彼女（プロデューサー）
- アクセル・ワールド（プロデューサー）
- ソードアート・オンライン（チーフプロデューサー）
- あの夏で待ってる（チーフプロデューサー）
- ゼロの使い魔F（企画）

2013年
- ウィザード・バリスターズ 弁魔士セシル（製作）
- ゴールデンタイム（チーフプロデューサー）
- ハイスクールD×D NEW 月光校庭のエクスカリバー（企画）
- きんいろモザイク（チーフプロデューサー）
- まおゆう魔王勇者（企画）

2014年
- 精霊使いの剣舞（企画）
- ソードアート・オンラインII（チーフプロデューサー）
- 健全ロボ ダイミダラー（企画）
- そにアニ -SUPER SONICO THE ANIMATION-（プロデューサー）

2015年
- 監獄学園（プロデューサー）
- GATE 自衛隊 彼の地にて、斯く戦えり（チーフプロデューサー）
- 下ネタという概念が存在しない退屈な世界（チーフプロデューサー）
- ハロー!!きんいろモザイク（チーフプロデューサー）
- ハイスクールD×D BorN（企画）
- ダンジョンに出会いを求めるのは間違っているだろうか（チーフプロデューサー）

2016年
- 斉木楠雄のΨ難（アニメーション制作統括）
- GATE 自衛隊 彼の地にて、斯く戦えり（第2期、プロデューサー）

2017年
- ナイツ&マジック（チーフプロデューサー）
- キノの旅 -the Beautiful World- the Animated Series（企画）
- スクールガールストライカーズ Animation Channel（企画・チーフプロデューサー）
- UQ HOLDER! 〜魔法先生ネギま!2〜（チーフプロデューサー・製作）
- ソード・オラトリア ダンジョンに出会いを求めるのは間違っているだろうか外伝（チーフプロデューサー）

2018年
- 斉木楠雄のΨ難 完結編（アニメーション制作統括）
- ラストピリオド -終わりなき螺旋の物語-（企画・アニメーション統括）
- ソードアート・オンライン オルタナティブ ガンゲイル・オンライン（エグゼクティブプロデューサー）
- 斉木楠雄のΨ難（第2期、アニメーション制作統括）
- ソードアート・オンライン アリシゼーション（2018年 - 2019年、企画・チーフプロデューサー）

2019年
- 神田川JET GIRLS（企画）
- ソードアート・オンライン アリシゼーション War of Underworld（企画・チーフプロデューサー）
- ノー・ガンズ・ライフ（企画・チーフプロデューサー）
- えんどろ〜!（企画・チーフプロデューサー）
- ダンジョンに出会いを求めるのは間違っているだろうかII（企画・チーフプロデューサー）

2020年
- ソードアート・オンライン アリシゼーション War of Underworld（第2クール、企画・チーフプロデューサー）
- ノー・ガンズ・ライフ（第2期、企画）
- ダンジョンに出会いを求めるのは間違っているだろうかIII（企画・チーフプロデューサー）
- おばけずかん（2020年 - 2021年、企画）

2021年
- 逆転世界ノ電池少女（企画）
- 無職転生 〜異世界行ったら本気だす〜（企画・チーフプロデューサー）

2022年
- 処刑少女の生きる道（企画・チーフプロデューサー）
- ダンジョンに出会いを求めるのは間違っているだろうかIV（企画・チーフプロデューサー）

2023年
- お兄ちゃんはおしまい!（企画・チーフプロデューサー）
- 山田くんとLv999の恋をする（企画・チーフプロデューサー）

2024年
- ダンジョンに出会いを求めるのは間違っているだろうかV（企画・チーフプロデューサー）

### 劇場アニメ
1999年
- スーパードール★リカちゃん リカちゃん絶体絶命!ドールナイツの奇跡（プロデューサー）

2001年
- 短編 あずまんが大王 THE ANIMATION（プロデューサー）

2005年
- キノの旅 何かをするために -life goes on.-（アニメーションプロデューサー）

2007年
- キノの旅 病気の国 -For You-（プロデューサー）

2017年
- 劇場版 ソードアート・オンライン -オーディナル・スケール-（チーフプロデューサー）

2021年
- 劇場版 ソードアート・オンライン -プログレッシブ- 星なき夜のアリア（チーフプロデューサー）

2022年
- 劇場版 ソードアート・オンライン -プログレッシブ- 冥き夕闇のスケルツォ（チーフプロデューサー）

### OVA
1999年
- 菜々子解体診書（プロデューサー）

2003年
- エイリアン9（プロデューサー）

2003年
- エイケン エイケンヴより愛をこめて（プロデューサー）

2009年
- のだめカンタービレ Mフィルいただいちゃいました。（プロデューサー）

2010年
- のだめカンタービレ 特別番外編（プロデューサー）

2016年
- ダンジョンに出会いを求めるのは間違っているだろうか（チーフプロデューサー）

### Webアニメ
2019年
- 斉木楠雄のΨ難 Ψ始動編（アニメーション制作統括）

### 実写映画
1988年
- ドラゴンクエスト ファンタジア・ビデオ（アシスタントプロデューサー）